# Френклин Спрингс (Џорџија)
Френклин Спрингс (Џорџија) (енгл. Franklin Springs) град је у америчкој савезној држави Џорџија. По попису становништва из 2010. у њему је живело 952 становника.

## Демографија
Према попису становништва из 2010. у граду је живело 952 становника, што је 190 (24,9%) становника више него 2000. године.
| Група             | 2000.       | 2010.       |
| Белци             | 682 (89,5%) | 777 (81,6%) |
| Афроамериканци    | 52 (6,8%)   | 109 (11,4%) |
| Азијати           | 13 (1,7%)   | 8 (0,8%)    |
| Хиспаноамериканци | 11 (1,4%)   | 46 (4,8%)   |
| Укупно            | 762         | 952         |